# Kelmė
Kelmė es una ciudad de Lituania, capital del municipio-distrito homónimo en la provincia de Šiauliai. Dentro del municipio, forma por sí sola una seniūnija y es al mismo tiempo sede administrativa de la seniūnija de Kelmė Rural sin formar parte de la misma.  
En 2011, la ciudad tenía una población de 9150 habitantes.
Se ubica unos 30 km al suroeste de la capital provincial Šiauliai, sobre la carretera A12 que lleva a Tauragė.

## Historia
Se conoce la existencia del pueblo en documentos desde 1416, cuando se construyó su primera iglesia tras la cristianización de Lituania. En 1511 recibió derechos de mercado. Desde 1591 y hasta la Primera Guerra Mundial, fue un señorío de la familia noble Gruževskiai. Fue una pequeña localidad rural hasta mediados del siglo XIX, cuando se abrieron fábricas de cuero y cerveza y se hizo pasar por aquí la carretera de Riga a Tilsit.
A finales del siglo XIX, dos tercios de sus casi cuatro mil habitantes eran judíos, pero la mayoría de ellos fueron asesinados o expulsados durante la Segunda Guerra Mundial, tras la cual solamente quedó en pie la quinta parte de los edificios del pueblo. La RSS de Lituania le dio el estatus de ciudad en 1947 y reconstruyó Kelmė como un núcleo industrial y comercial, que al finalizar el siglo llegó a superar los once mil habitantes.